# Отверженные (фильм, 1958)
«Отверженные» (фр. Les Misérables) — франко-германский кинофильм 1958 года, экранизация одноимённого произведения Виктора Гюго.

## Сюжет
Жан Вальжан (Жан Габен) провёл 19 лет на каторге за кражу корки хлеба. Выйдя на свободу, он едва снова не ступил на преступный путь. Но встреча со священником перевернула его душу, и он решает отныне творить добро. На жестоких улицах Парижа его преследует заклятый враг Тенардье (Бурвиль) и безжалостный полицейский Жавер (Бернар Блие).

## В ролях
- Жан Габен — Жан Вальжан
- Бурвиль — месье Тенардье
- Эльфриде Флорин —  мадам Тенардье
- Бернар Блие — Жавер
- Бернард Мюссон — буржуа
- Даниэль Делорм — Фантина
- Беатрис Альтариба — Козетта
  - Мартин Аве — Козетта в детстве
- Джани Эспозито — Мариус Понтмерси
- Фернан Леду — монсеньор Мирэль
- Сильвия Монфор — Эпонина
- Серж Реджани — Анжольрас
- Марк Эйро — Грантэр
- Жан д'Ид — отец Мабеф

## История создания
Один из первых французский крупнобюджетных фильмов, «блокбастеров», снятых с явной оглядкой на Голливуд, но на своём материале — романе-эпопее классика французской литературы Виктора Гюго. Фильм тоже можно назвать киноэпопеей, он в деталях следует книге, даже в эпизодических ролях звёзды французского экрана. Примечательно, что съёмки проходили не во Франции, а в ГДР, на киностудии DEFA. Для них были выстроены грандиозные декорации, убедительно воссоздающие революционный Париж.